# Sweetheart Like You
«Sweetheart Like You» es una canción del músico estadounidense Bob Dylan publicada en el álbum de estudio Infidels (1983).
Dylan grabó la canción durante las sesiones de grabación del álbum Infidels en los estudios Power Station de Nueva York entre abril y mayo de 1983, acompañado de Mark Knopfler a la guitarra, Alan Clark al teclado, y Sly Dunbar y Robbie Shakespeare, miembros del grupo jamaicano Sly and Robbie, a la batería y al bajo. 
Columbia eligió la canción como primer sencillo promocional del álbum a finales de 1983. En octubre, Dylan grabó el que fue su primer videoclip en Los Ángeles, California para acompañar al sencillo con Larry «Ratso» Sloman en la producción y con George Lois en la dirección. A diferencia del videoclip de «Jokerman», la idea del videoclip fue más sencilla y consistió en grabar a Dylan con el resto del grupo en un local a la hora del cierre, sin público en la sala. En sustitución de Mick Taylor, antiguo guitarrista de The Rolling Stones que participó en la grabación de Infidels, la cantante Carla Olson tocó la guitarra durante el rodaje.
El sencillo alcanzó el puesto 55 en la lista estadounidense Billboard Hot 100. El cantante Rod Stewart versionó la canción en su álbum A Spanner in the Works.

## Personal
- Bob Dylan: voz, guitarra y armónica
- Sly Dunbar: batería y percusión
- Robbie Shakespeare: bajo
- Mick Taylor: guitarra
- Mark Knopfler: guitarra
- Alan Clark: teclados